# Communauté de communes du Pays Coulangeois
Die  Communauté de communes du Pays Coulangeois ist ein ehemaliger französischer Gemeindeverband mit der Rechtsform einer Communauté de communes im Département Yonne in der Region Bourgogne-Franche-Comté. Sie wurde am 26. Juni 1998 gegründet und umfasste zwölf Gemeinden. Der Verwaltungssitz befand sich im Ort Coulanges-la-Vineuse.

## Historische Entwicklung
Mit Wirkung vom 1. Januar 2017 wurde der Gemeindeverband aufgelöst und seine ehemaligen Mitgliedsgemeinden auf die Communauté d’agglomération de l’Auxerrois und die Communauté de communes de Puisaye-Forterre aufgeteilt.

## Ehemalige Mitgliedsgemeinden
1. Charentenay
2. Coulangeron
3. Coulanges-la-Vineuse
4. Escamps
5. Escolives-Sainte-Camille
6. Gy-l’Évêque
7. Irancy
8. Jussy
9. Migé
10. Val-de-Mercy
11. Vincelles
12. Vincelottes